# Angostura (gènere)
Angostura és un gènere amb 50 espècies de planta medicinal pertanyent a la família de les rutàcies. Aquestes plantes són natives de Brasil, Bolívia, Perú, Equador, Colòmbia, Veneçuela, Panamà, Costa Rica, Nicaragua, el sud-est de Mèxic i Cuba, però en aquesta illa s'ha extingit

## Espècies seleccionades
- Angostura acuminata
- Angostura adenanthera
- Angostura alipes
- Angostura bracteata
- Angostura trifoliata - Angostura[2]

## Sinonímia
- Cusparia